# Ectropis excursaria
Ectropis excursaria (syn. Tephrosia exportaria) is een vlinder uit de familie van de spanners, de Geometridae. De vlinder heeft een spanwijdte van rond 30 tot 45 millimeter, de wijfjes zijn groter dan de mannetjes. De soort komt voor in geheel Australië en is daar endemisch. De soort is polyfaag.

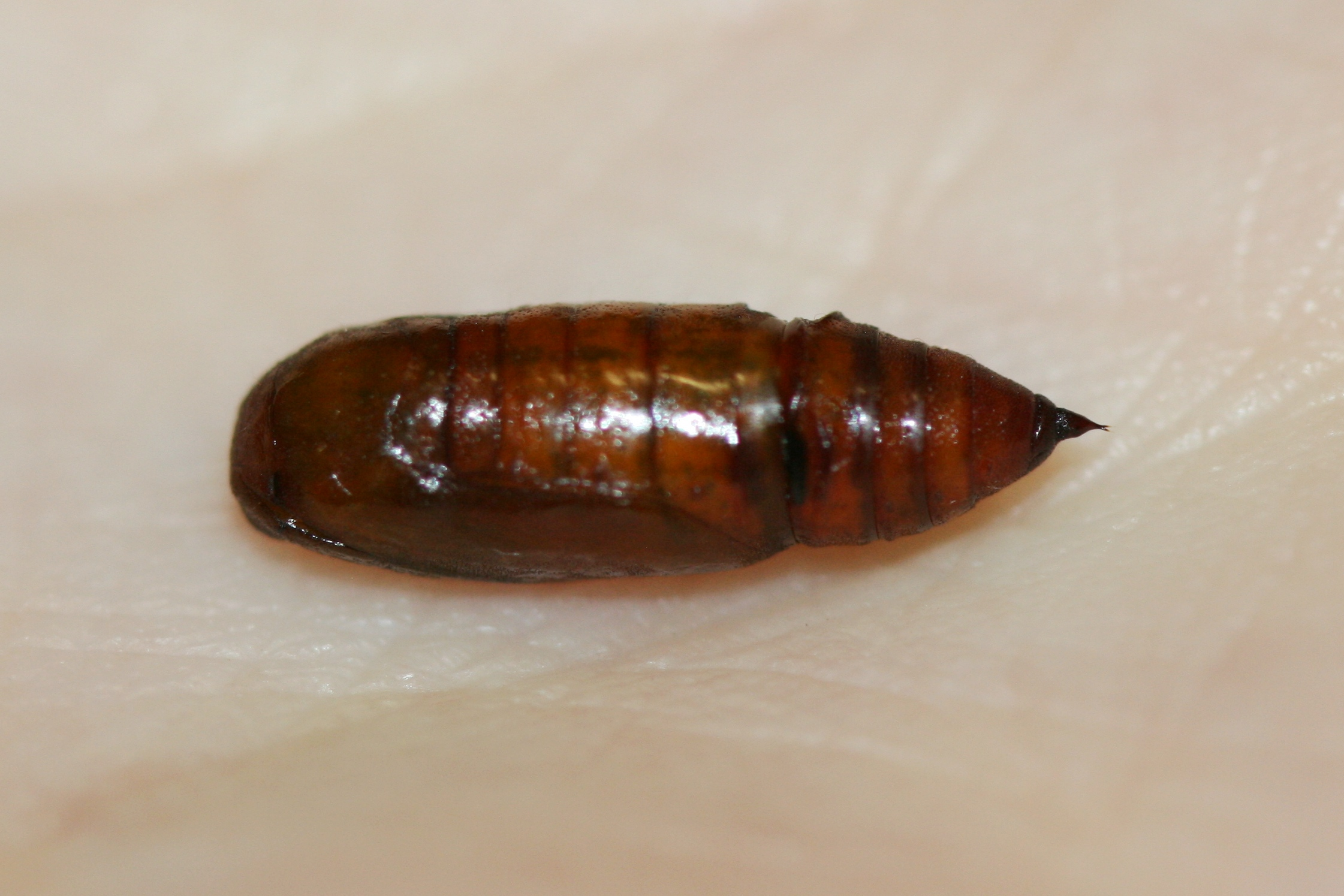
Pop